# CSSTidy
CSSTidy ist ein Open-Source-Parser und Optimierer für Cascading Style Sheets, der von Florian Schmitz entwickelt wurde. Es sind Versionen in C++ und PHP verfügbar. Der Name leitet sich von HTML Tidy ab, da CSSTidy das Ziel anstrebt, das CSS-Pendant zu HTML Tidy zu sein. Derzeit besitzt CSSTidy die Fähigkeit, einige häufig vorkommende Fehler zu berichtigen (wie z. B. fehlende Einheiten oder Semikolons) und den CSS-Code umzuformatieren und zu komprimieren.
Die derzeitige Version von CSSTidy ist 1.3. Dies ist laut Ersteller die letzte Version – das Projekt wurde fallengelassen und der Ersteller sucht(e) einen neuen Instandhalter für das Projekt.
Die PHP-Version wurde getrennt gepflegt und enthält weiterhin Fehlerbehebungen und verbesserte Unittests.
Für den Download C++-Version verlinkt Florian Schmitz inzwischen auf ein weiter gepflegtes Projekt bei Github.